# Nitro PDF
Nitro PDF Reader es un programa lector y creador de documentos PDF integrable con la interfaz de usuario de Microsoft Office 2003 y posteriores. El software se provee al usuario final sin ningún costo y sin su correspondiente código fuente, se trata entonces de un software privativo (no libre). A principios de 2012 solo se encontraba disponible para su uso e instalación en sistemas operativos de Microsoft (Windows XP y superiores).

## Historia
Nitro Software fue fundado en Melbourne, Australia, por un equipo de ingenieros, como un software de PDF alternativo a Adobe Acrobat. 
Los productos de escritorio de Nitro están disponibles en Windows y Mac. Nitro Cloud es compatible con cualquier navegador web en cualquier máquina. Nitro PDF Pro es un software de prueba propietario, mientras que Nitro Reader es un software gratuito para uso personal y profesional. En 2015, la empresa informó 1 millón de licencias vendidas. En 2018, lanzó Nitro Productivity and eSigning Suite.En junio de 2021, la empresa compró PDFPen, una aplicación de edición de PDF para Mac, iPad y iPhone. 

## Requisitos del sistema
- Equipos de escritorio (sobremesa): Windows 10 (compatible con las versiones de 64 bits)
- Servidores: Windows® Server 2003, Windows® Server 2008, Windows® Server 2008 R2
- Memoria RAM: 512 MB como mínimo (1 GB recomendado)
- Resolución de pantalla: 1024x768
- Microsoft Office 2003 o más reciente (necesario para las características integradas de Microsoft Office)
- Microsoft .NET Framework 2.0 (o superior)

## Funciones[5]
Entre sus funciones más destacables se encuentran:
- Creación de documentos PDF a partir de un archivo existente (los documentos ODT no están soportados).
- Extracción de texto (texto plano) y captura de imágenes contenidas en un documento sin tener que acudir a la tecla imprimir pantalla.
- Creación de firmas con la tecnología privativa QuickSign® y creación de formularios electrónicos, con sus campos completados, como documentos PDF.
- Inserción y lectura de comentarios, colaboración y notas emergentes.
- Controlador de impresora virtual que permite crear un documento PDF desde cualquier aplicación capaz de imprimir documentos en papel.

## Versiones
| Versión                                                   | Fecha              |
| --------------------------------------------------------- | ------------------ |
| Suite de productividad Nitro                              | Septiembre 2019    |
| Suite de productividad Nitro (Nitro Pro 12 + Nitro Cloud) | Junio 2018         |
| Nitro Pro 11                                              | julio de 2016      |
| Nitro Pro 10                                              | Octubre de 2014    |
| Nitro Pro 9                                               | Septiembre de 2013 |
| Nitro PDF Pro 8                                           | Septiembre de 2012 |
| Nitro PDF Pro 7                                           | noviembre de 2011  |
| Nitro PDF Pro 6.2.1                                       | marzo de 2011      |
| Nitro PDF Pro 5.5.1                                       | abril de 2009      |